# Rektor semináře
Rektor semináře je katolický kněz, legitimní představený kněžského semináře s plnou mocí jednat v záležitostech týkajících se semináře.
Při přebírání úřadu rektora skládá vyznání víry předepsaným způsobem.
Je ustanoven v každém kněžském semináři a stojí v jeho čele. Všichni v semináři jsou povinni, při plnění svých vlastních úkolů, poslouchat rektora, jemuž přísluší běžné řízení semináře a starost o něj podle ustanovení řádu kněžského vzdělávání a seminárního řádu.
Je ředitelem studia o nějž musí dbát, aby dostál svým povinnostem, a je odpovědný za formaci bohoslovců.
Rektor v semináři má funkci faráře pro všechny kdo jsou v semináři (latinsky pro omnibus qui sunt in seminario), s výjimkou materie manželství. Jsou mu svěřeny konkrétní pravomoci a je reprezentantem semináře.
Má velikou autoritu i při sněmu místní církve, a musí být pozván a zároveň má povinnost dostavit se na takový sněm, i když jeho hlas je pouze poradní.
Pokud je nějaký kostel spojen se seminářem, je rektor semináře zároveň rektorem kostela, pokud není stanoveno diecézním biskupem jinak.
Jako kněz neuděluje rektor semináře svátost smíření (zpověď) svěřencům, kteří pobývají v témže domě, pokud svěřenci ve zvláštních případech sami o to nepožádají.
Jeho práva a povinnosti jsou definovány v Římskokatolické církvi latinského obřadu kánony: 283 §1, 239 §1, 260, 261, 443 §3,4°, 463 §1,6°, 557 §3, 833,6°, 985 CIC a dalšími normami.